# Jonathan Nordbotten
Jonathan Nordbotten (ur. 14 lipca 1989) – norweski narciarz alpejski, uczestnik Zimowych Igrzysk Olimpijskich 2018 w Pjongczangu.

## Kariera
Po raz pierwszy na arenie międzynarodowej pojawił się 26 listopada 2004 roku podczas zawodów juniorskich w norweskim Geilo. Zajął wtedy w gigancie 59. miejsce na 73 sklasyfikowanych zawodników. Debiut w Pucharze Świata zanotował 8 grudnia 2011 roku, kiedy to w Beaver Creek nie ukończył pierwszego przejazdu w slalomie. Pierwsze pucharowe punkty zdobył w tym samym sezonie, 24 stycznia 2012 roku w austriackim Schladming, gdzie także w slalomie zajął 23. miejsce. Najlepszy rezultat w karierze w zawodach Pucharu Świata zaliczył w sezonie 2017/2018, kiedy to we francuskim Val d’Isère zajął 5. miejsce w slalomie. Sezon 2017/2018 był także najlepszym w jego karierze - w klasyfikacji generalnej zajął 46. miejsce z dorobkiem 149 punktów.
Nordbotten wystartował w slalomie na Zimowych Igrzyskach Olimpijskich 2018 w Pjongczang, ale nie ukończył wtedy pierwszego przejazdu. Trzykrotnie uczestniczył na mistrzostwach świata. Jego pierwszy start, w 2015 roku w Vail i Beaver Creek, zakończył się niepowodzeniem, ponieważ nie ukończył pierwszego przejazdu w slalomie. Z kolei dwa lata później, na Mistrzostwach Świata 2017 w Sankt Moritz zajął podczas slalomu 13. miejsce.
Czterokrotnie startował na mistrzostwach świata juniorów. Najlepszy wynik osiągnął podczas Mistrzostw Świata Juniorów 2008 w hiszpańskim Formigal, kiedy to w kombinacji zajął 5. pozycję.
W 2021 r. zakończył karierę.

## Osiągnięcia

### Igrzyska olimpijskie
| Miejsce | Dzień     | Rok  | Miejscowość | Konkurencja | Czas biegu | Strata | Zwycięzca    |
| ------- | --------- | ---- | ----------- | ----------- | ---------- | ------ | ------------ |
| DNF1    | 22 lutego | 2018 | Pjongczang  | Slalom      | -          | -      | André Myhrer |

### Mistrzostwa świata
| Miejsce | Dzień     | Rok  | Miejscowość       | Konkurencja | Czas biegu  | Strata  | Zwycięzca            |
| ------- | --------- | ---- | ----------------- | ----------- | ----------- | ------- | -------------------- |
| DNF1    | 15 lutego | 2015 | Vail/Beaver Creek | Slalom      | -           | -       | Jean-Baptiste Grange |
| 13.     | 19 lutego | 2017 | Sankt Moritz      | Slalom      | 1:36,26 min | +1,51 s | Marcel Hirscher      |
| 23.     | 17 lutego | 2019 | Åre               | Slalom      | 2:09,36 min | +3,50 s | Marcel Hirscher      |

### Mistrzostwa świata juniorów
| Miejsce | Dzień     | Rok  | Miejscowość | Konkurencja | Czas biegu  | Strata  | Zwycięzca               |
| ------- | --------- | ---- | ----------- | ----------- | ----------- | ------- | ----------------------- |
| 32.     | 2 marca   | 2006 | Québec      | Zjazd       | 1:30,30 min | +3,04 s | Christopher Beckmann    |
| 30.     | 4 marca   | 2006 | Québec      | Supergigant | 1:14,59 min | +2,78 s | Michael Sablatnik       |
| 9.      | 5 marca   | 2006 | Québec      | Slalom      | 1:35,16 min | +2,18 s | Mikkel Bjørge           |
| DNF1    | 6 marca   | 2007 | Altenmarkt  | Zjazd       | -           | -       | Beat Feuz               |
| 35.     | 8 marca   | 2007 | Altenmarkt  | Supergigant | 1:11,27 min | +3,50 s | Beat Feuz               |
| 25.     | 9 marca   | 2007 | Altenmarkt  | Gigant      | 2:17,42 min | +3,41 s | Marcel Hirscher         |
| DNF2    | 10 marca  | 2007 | Altenmarkt  | Slalom      | -           | -       | Matic Skube             |
| 20.     | 26 lutego | 2008 | Formigal    | Zjazd       | 1:47,45 min | +2,14 s | Hagen Patscheider       |
| 6.      | 27 lutego | 2008 | Formigal    | Slalom      | 1:31,27 min | +1,59 s | Marcel Hirscher         |
| 35.     | 28 lutego | 2008 | Formigal    | Supergigant | 1:24,04 min | +3,02 s | Andreas Sander          |
| 28.     | 29 lutego | 2008 | Formigal    | Gigant      | 2:00,27 min | +3,27 s | Marcel Hirscher         |
| 5.      | 29 lutego | 2008 | Formigal    | Kombinacja  | ?           | ?       | Matts Olsson            |
| DNF2    | 5 marca   | 2009 | Ga-Pa       | Gigant      | -           | -       | Alexis Pinturault       |
| DNF1    | 6 marca   | 2009 | Ga-Pa       | Slalom      | -           | -       | Jesper Riis-Johannessen |

### Puchar Świata

#### Miejsca w klasyfikacji generalnej
- sezon 2011/2012: 126.
- sezon 2013/2014: 102.
- sezon 2014/2015: 102.
- sezon 2015/2016: 72.
- sezon 2016/2017: 55.
- sezon 2017/2018: 46.